# Pir Ali Sulduz
Pir Ali Sulduz (a vegades esmentat com Pirali Selduz) fou un amir de Tamerlà a cavall del segle xiv i XV.
El 1394 Umar Xaikh fou cridat pel seu pare i va abandonar el setge de Sirjan, el qual va encarregar de culminar a Ideku Barles governador de Kirman, Shah Shahan governador de Sistan i a l'amir Pirali Selduz (Pir Ali Sulduz). No obstant Gudarz va resistir fins al 1396 i Pir Ali, tot i repetits assalts, no va poder complir l'encarrec (la conquesta fou efectuada per Temuke Kutxin, governador de Yadz).
Va participar en la campanya de l'Índia i el 1398 va ser nomenat comandant de la guarnició de Banu, comandament que va compartir amb Husayn Kurji. Aquesta guarnició dominava tota la frontera i Pir Ali i altres amirs van tenir l'habilitat de preparar un pont de vaixells a l'Indu que estava a punt pel 1399 i quan Tamerlà va arribar altre cop a la zona va poder travessar el riu sense cap problema ni demora
El 1404 Tamerlà havia retornat de l'Àsia Menor i al arribar a Ardebil va enviar als amirs Xah Malik i Pir Ali Sulduz, comandants de mil homes, a reagrupar unes tribus àrabs i de turcs khalaj de la regió de Sawa. Aquests turcs vivien a Qom, Sawa, Kashan, Txara i Perahan i Timur volia formar amb ells un cos d'exèrcit.
No se l'esmenta després de la mort de Timur el 1405.